# Pomniki granic getta w Warszawie
Pomniki granic getta w Warszawie – zespół 22 tablic pamiątkowych i betonowych płyt pokazujących przebieg murów warszawskiego getta na Woli i w Śródmieściu.
Pomniki upamiętniają w przestrzeni miejskiej współczesnej Warszawy najdalej wysunięte punkty na granicach żydowskiej dzielnicy zamkniętej. Powstały w miejscach, w których w latach 1940–1943 znajdowały się m.in. bramy, drewniane kładki przerzucone nad aryjskimi ulicami, a także budynki ważne dla mieszkańców warszawskiego getta.

## Historia i projekt pomników

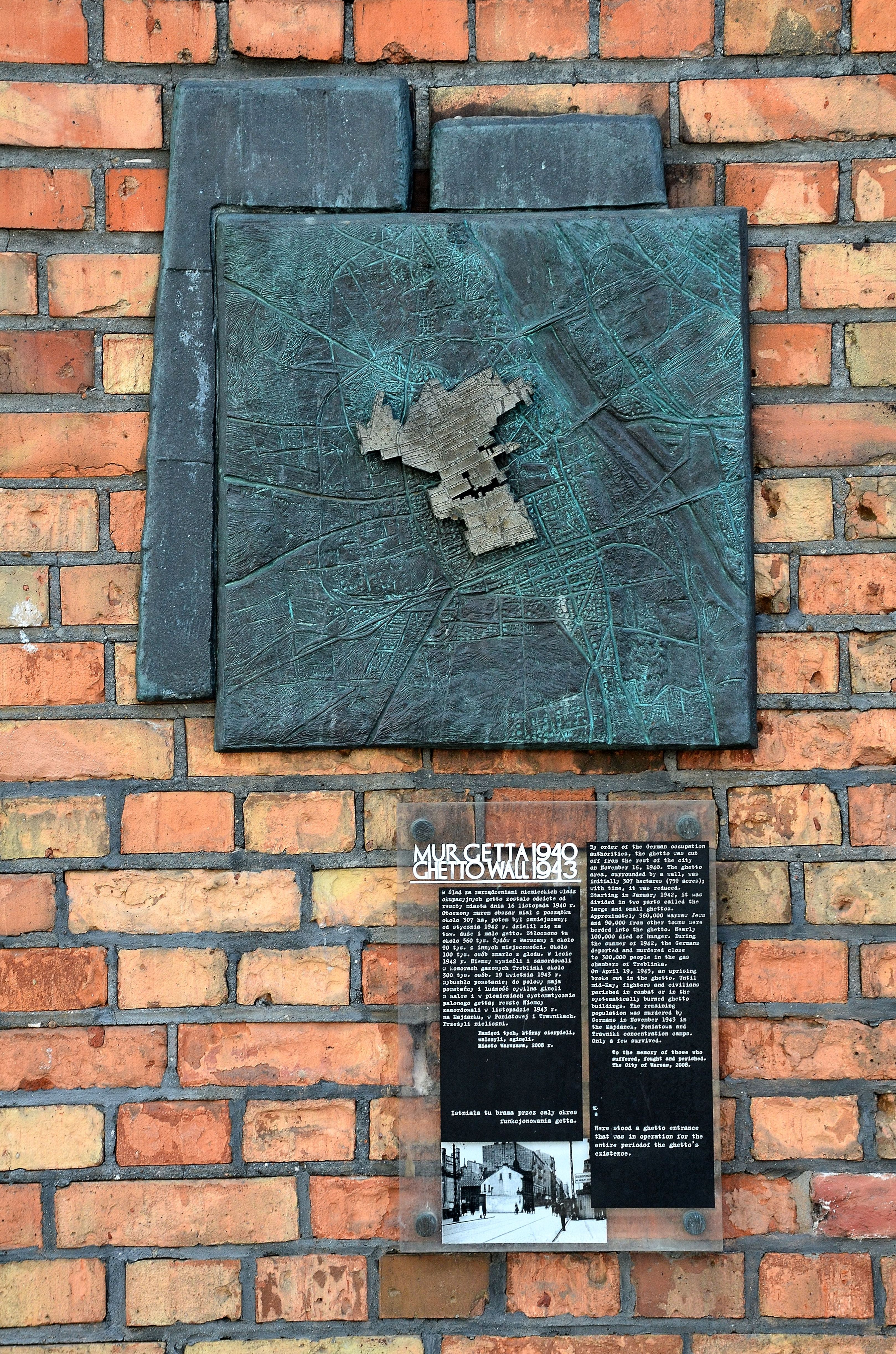
Tablice umieszczone na budynku dawnej Fabryki Wyrobów Żelaznych „Duschik i Szolce” przy ulicy Żelaznej 63 (od strony ulicy Grzybowskiej)

Inicjatorami upamiętnienia najważniejszych punktów granicznych getta byli m.in. pracownicy Żydowskiego Instytutu Historycznego oraz Stołeczny Konserwator Zabytków. Projekt opracowali Eleonora Bergman i Tomasz Lec przy współpracy Ewy Pustoły-Kozłowskiej (rozmieszczenie pomników) oraz Jana Jagielskiego (informacje historyczne umieszczone na tablicach oraz wybór zdjęć).
Każdy z pomników składa się z trzech elementów:
- tablicy odlanej z brązu o wymiarach 60 × 60 cm, na której przedstawiono kontury getta w jego najdalszych granicach i przedwojenną siatką ulic na tle plastycznej mapy Warszawy wraz z zaznaczonym punktem, w którym znajduje się upamiętnione miejsce,
- tablicy z pleksiglasu o wymiarach 36 × 50 cm, z krótką informacją w językach polskim i angielskim o roli, jaką odegrało dane miejsce w dziejach dzielnicy zamkniętej oraz 1 – 2 archiwalnymi zdjęciami pochodzącym z okresu istnienia getta, poprzedzonymi jego krótką historią:

W ślad za zarządzeniami niemieckich władz okupacyjnych getto zostało odcięte od reszty miasta dnia 16 listopada 1940 r. Otoczony murem obszar miał z początku około 307 ha, potem był zmniejszany; od stycznia 1942 r. dzielił się na tzw. duże i małe getto. Stłoczono tu około 360 tys. Żydów z Warszawy i około 90 tys. z innych miejscowości. Około 100 tys. osób zmarło z głodu. W lecie 1942 r. Niemcy wywieźli i zamordowali w komorach gazowych Treblinki około 300 tys. osób. 19 kwietnia 1943 r. wybuchło powstanie; do połowy maja powstańcy i ludność cywilna ginęli w walce i w płomieniach systematycznie palonego getta; resztę Niemcy zamordowali w listopadzie 1943 r. na Majdanku, w Poniatowej i Trawnikach. Przeżyli nieliczni.
Pamięci tych, którzy cierpieli, walczyli, zginęli.
Miasto Warszawa, 2008 r.

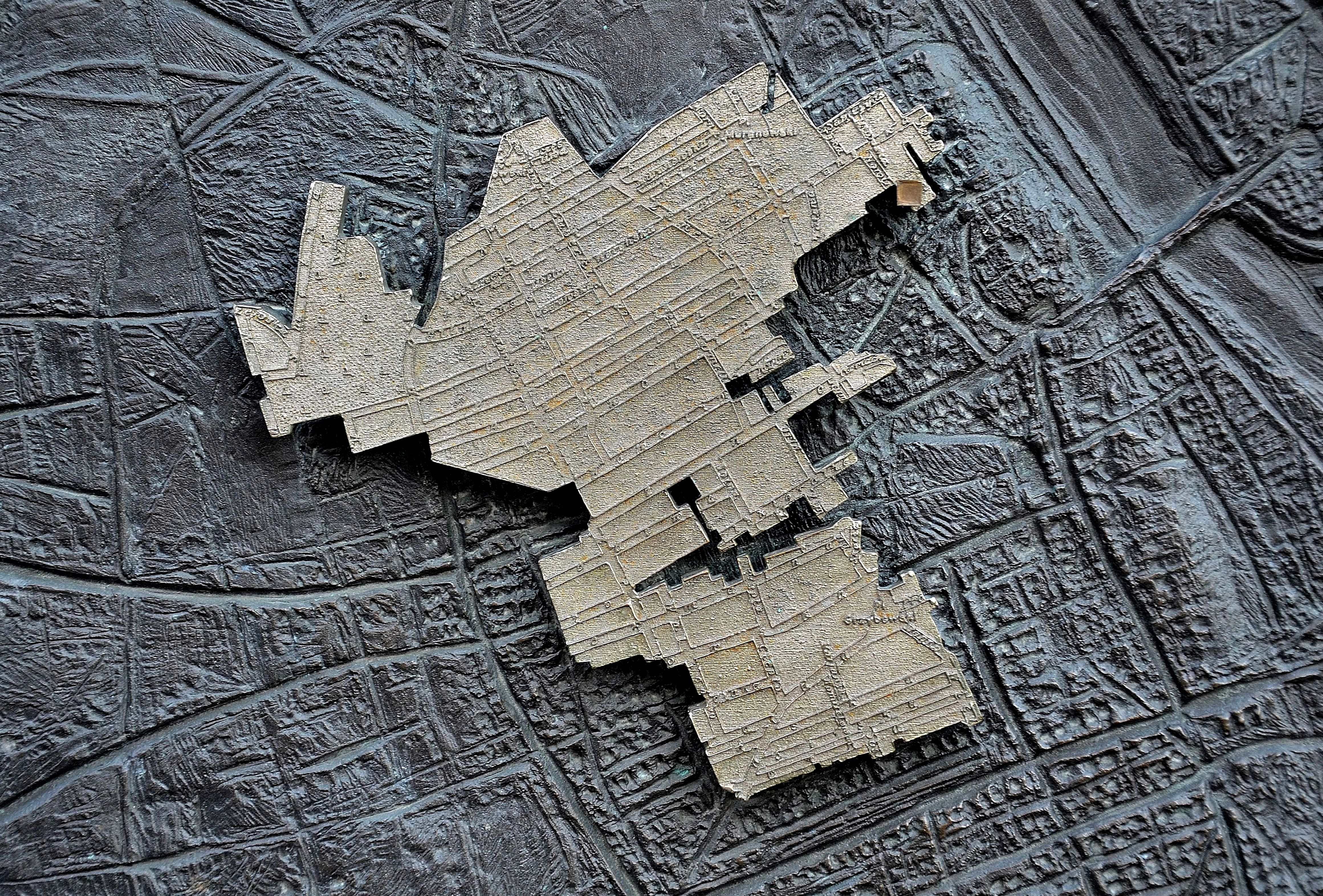
Zbliżenie mapy getta z zaznaczoną lokalizacją upamiętnionego miejsca (ul. Świętojerska)

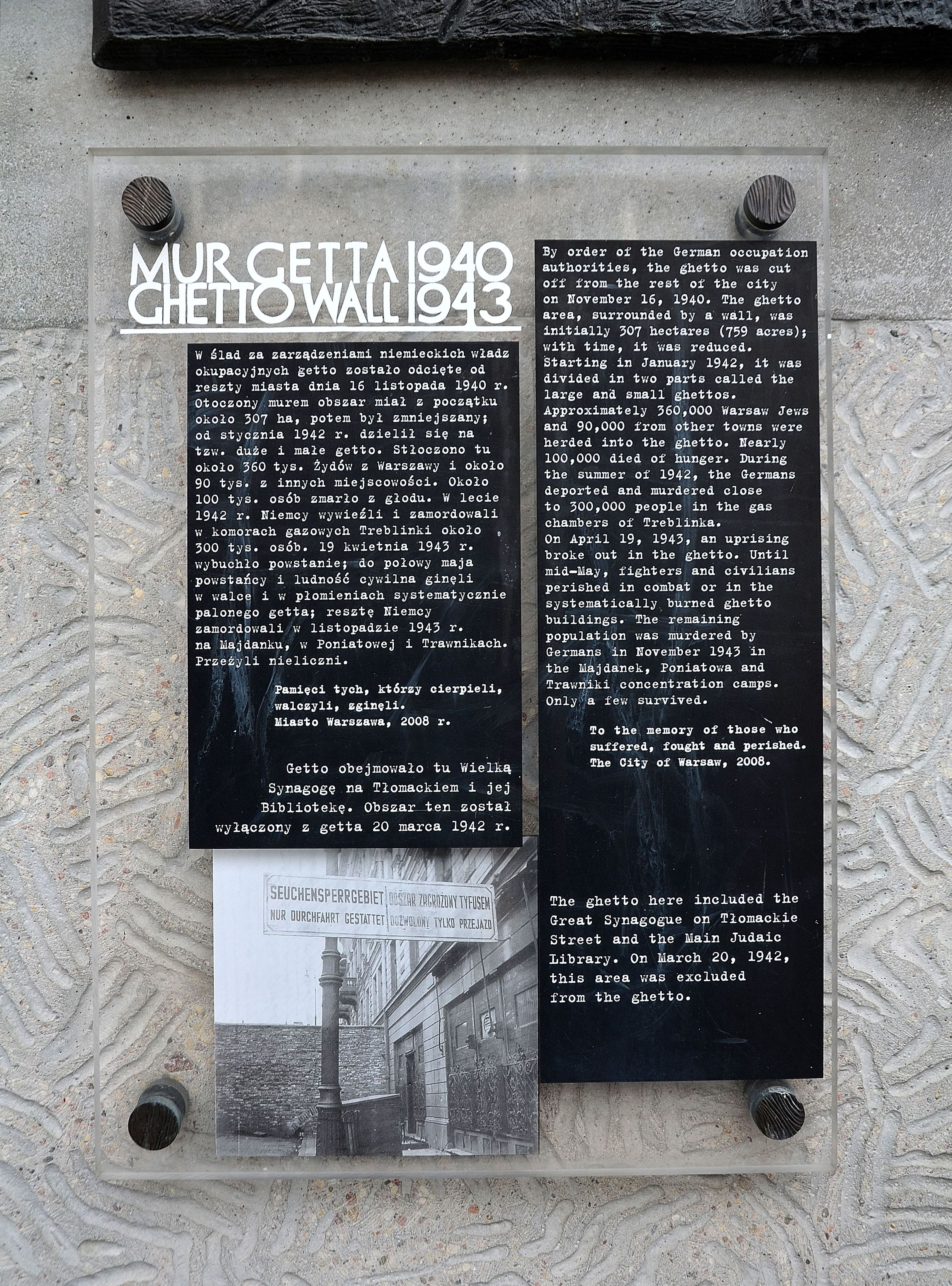
Tablica z informacją historyczną o getcie oraz punkcie granicznym dzielnicy zamkniętej (ul. Bielańska)

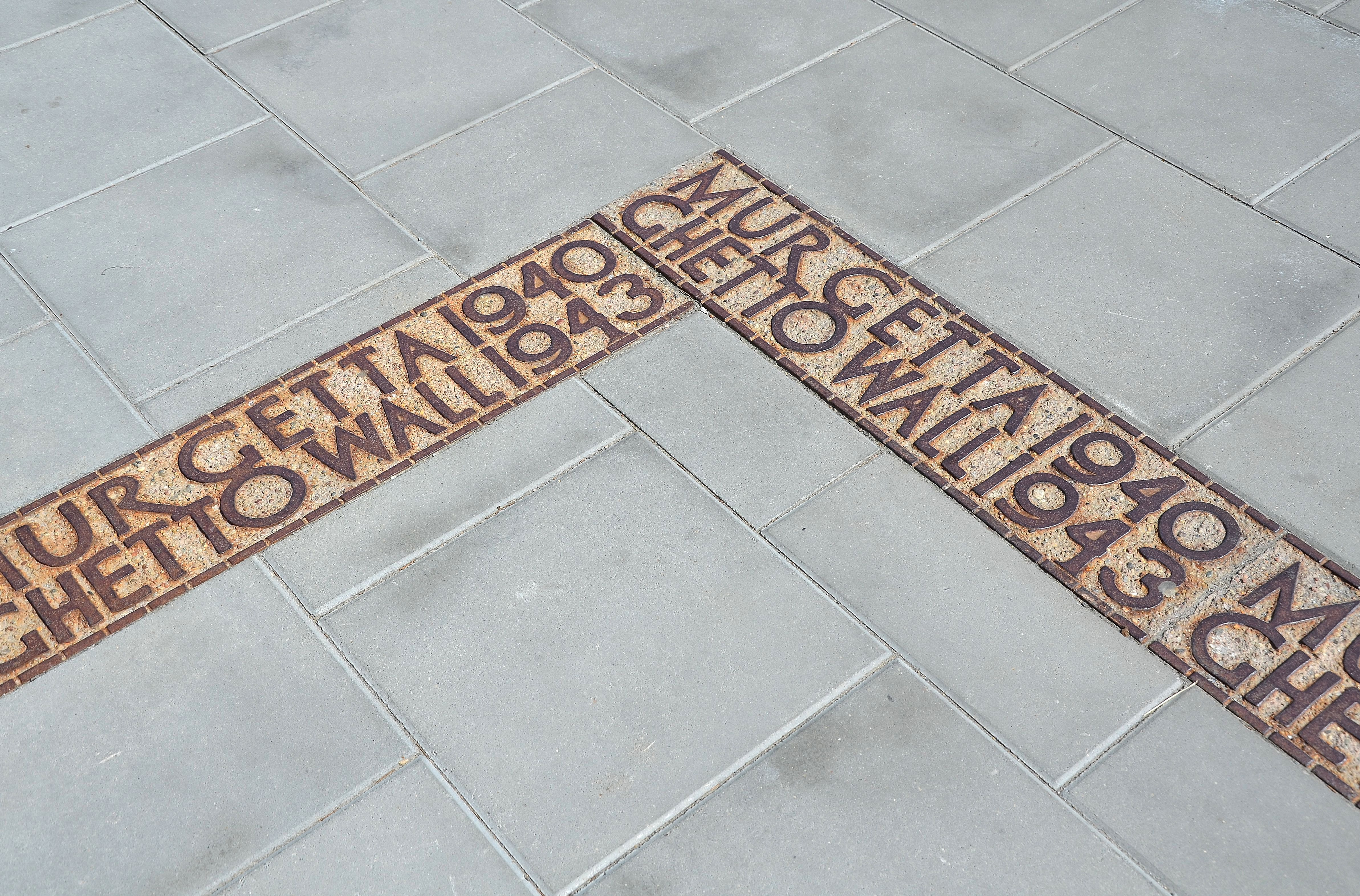
Płyty pokazujące przebieg murów getta na chodniku przy Pałacu Kultury i Nauki

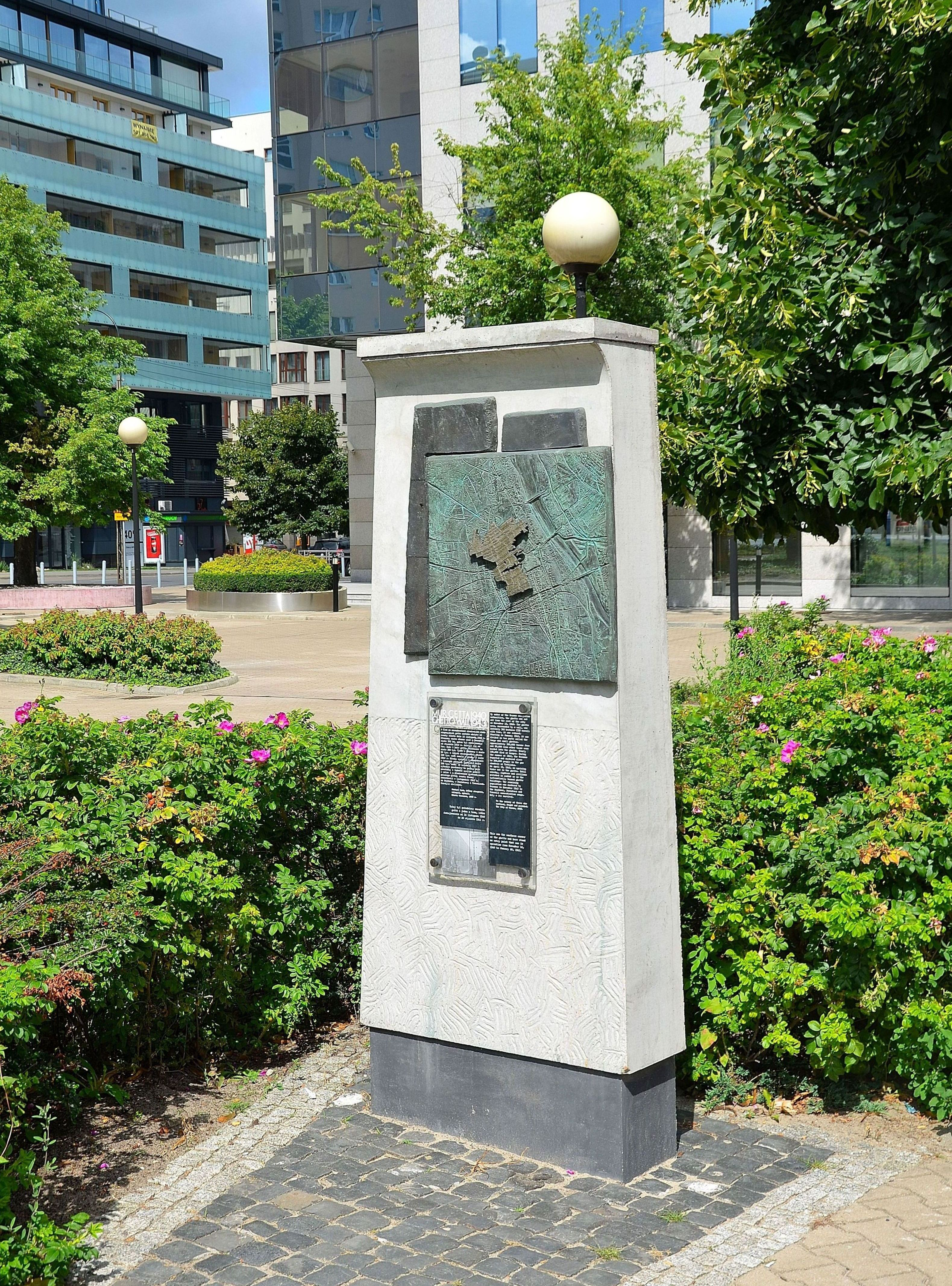
Pomnik granic getta przy ulicy Twardej

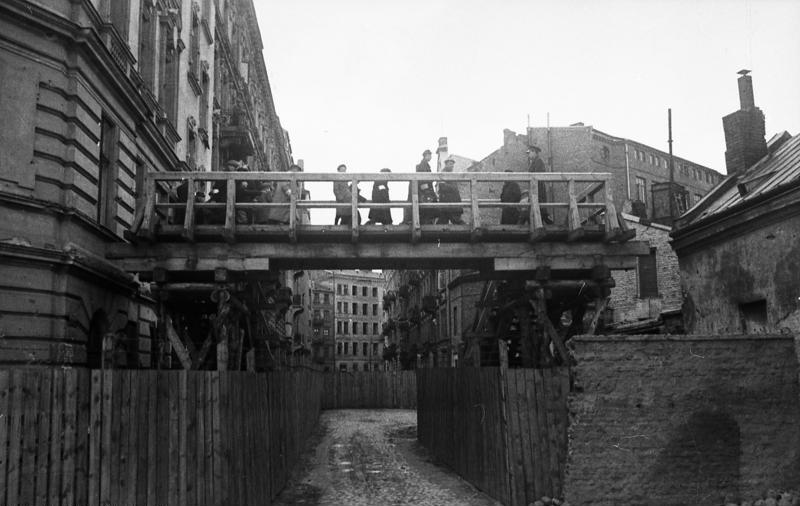
Drewniana kładka nad nieistniejącą ulicą Przebieg, upamiętniona przy ulicy Bonifraterskiej

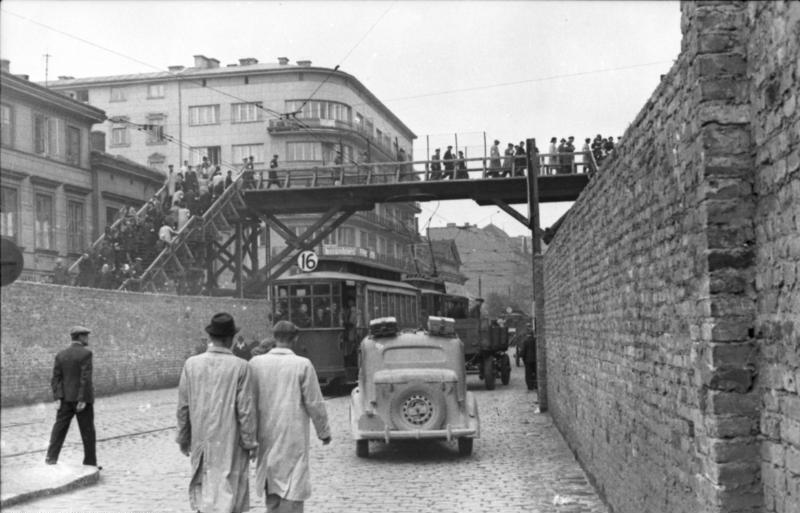
Mury getta wzdłuż przelotowej ulicy Chłodnej wraz z drewnianą kładką łączącą od stycznia do sierpnia 1942 tzw. małe i duże getto

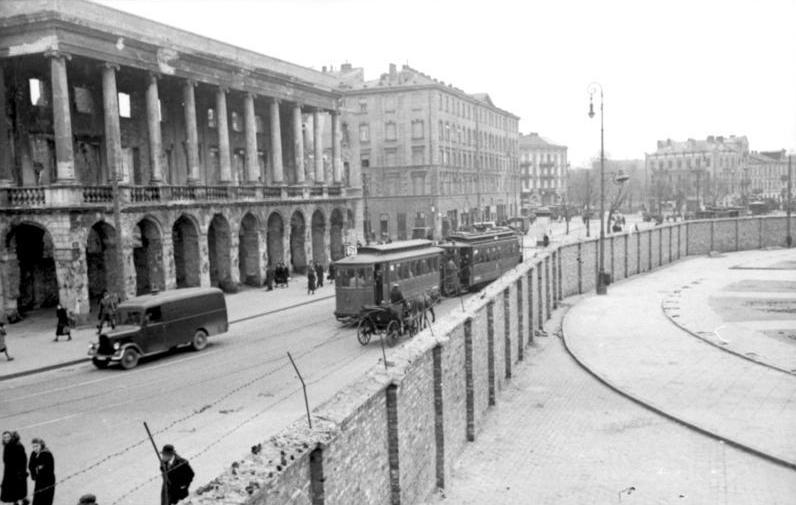
Mur getta przy placu Żelaznej Bramy upamiętniony przy al. P. Drzewieckiego

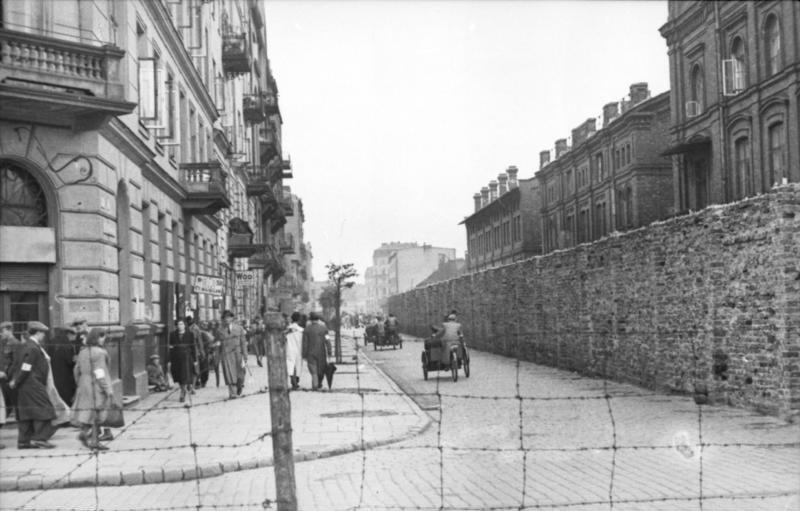
Mur getta wzdłuż ulicy Grzybowskiej, widok w kierunku wschodnim ze skrzyżowania z ulicą Żelazną

- betonowych płyt o szerokości 25 cm z wykonanym z żeliwa dwujęzycznym napisem MUR GETTA 1940/GHETTO WALL 1943 umieszczonych na chodniku lub trawniku, pokazujących dokładną lokalizację najbliższych fragmentów muru getta. Data 1940–1943 ma charakter symboliczny, gdyż większość z upamiętnionych miejsc została wyłączona z getta w latach 1941–1942, z kolei jedno zostało włączone do dzielnicy zamkniętej w grudniu 1941, a dwa – w styczniu 1942.

Większość tablic została umieszczona na specjalnie zaprojektowanych 14 białych betonowych słupach o wysokości 230 cm ustawionych na kostce brukowej, pozostałe – bezpośrednio na murach lub ścianach budowli i budynków.
Upamiętnienia powstały pomiędzy kwietniem a listopadem 2008. Początkowo projekt zakładał oznakowanie przebiegu granic getta w 21 lokalizacjach. Dwudziestą drugą tablicę odsłonięto 27 stycznia 2010 w ramach obchodów Międzynarodowego Dnia Pamięci o Ofiarach Holokaustu na zachowanym fragmencie muru getta przy ulicy Siennej.
Projekt sfinansowało miasto stołeczne Warszawa oraz Ministerstwo Kultury i Dziedzictwa Narodowego.

## Lokalizacje pomników
- Ulica gen. Władysława Andersa róg ulicy Świętojerskiej – pomnik upamiętnia jedną z najważniejszych bram getta znajdującą się na ówczesnej ulicy Nalewki. Przez tę bramę o 5.30 rano 19 kwietnia 1943 wojska niemieckie oraz kolaborujące z nimi oddziały łotewskie i ukraińskie pod dowództwem Ferdinanda von Sammern-Frankenegga wkroczyły do getta napotykając na zbrojny opór żydowskich bojowców[5]. Walki rozpoczęły powstanie w getcie warszawskim.

- Ulica Bielańska róg ulicy A. Corazziego – tutaj getto obejmowało Wielką Synagogę na Tłomackiem oraz Główną Bibliotekę Judaistyczną. Ten fragment Śródmieścia został wyłączony z getta 20 marca 1942.

- Ulica Bonifraterska przy ulicy Międzyparkowej – w tym miejscu, przy skrzyżowaniu ulic Bonifraterskiej i Żoliborskiej, znajdował się północno-wschodni narożnik getta. Nad wyłączonym z niego północnym odcinkiem ulicy Przebieg przerzucono drewnianą kładkę – jedną z czterech tego typu budowli wzniesionych na rozkaz Niemców w warszawskim getcie[6].

- Ulica Chłodna na styku z ulicą Elektoralną – upamiętnia niewłączony do getta gmach Sądów Grodzkich na Lesznie wraz z prowadzącą do niego ulicą Białą. Budynek Sądów był miejscem spotkań dla osób z obu stron muru getta oraz do września 1942 jednym z najważniejszych punktów ucieczki Żydów na stronę aryjską[7]. Po wojnie ulica Biała została odbudowana ok. 200 metrów na zachód.

- Ulica Chłodna przy ulicy Żelaznej – pomnik upamiętnia wyłączenie z getta w grudniu 1941 obszaru ograniczonego ulicami Leszno, Wronią, Grzybowską i Żelazną, w wyniku czego dzielnica zamknięta podzieliło się na tzw. duże i małe getto. W tym miejscu znajdował się również jeden z symboli Holocaustu – drewniany most zbudowany nad ulicą Chłodną, udostępniony mieszkańcom getta 26 stycznia 1942[8].

- Ulica Chłodna 41 – tutaj do grudnia 1941 biegła zachodnia granica getta, wytyczona na tyłach posesji przy ulicy Wroniej, oraz znajdowała się jedna z jego pierwszych 22 bram (czynna do listopada 1941). Po wyłączeniu z getta w grudniu 1941 tej części Woli jego granicę przesunięto na środek ulicy Żelaznej.

- Plac Defilad 1 na wschodniej ścianie północno-wschodniego skrzydła Pałacu Kultury i Nauki mieszczącego Teatr Studio – tutaj pomiędzy posesjami biegła południowo-wschodnia granica getta, przesunięta 5 października 1941 na środek ulicy Siennej.

- Aleja Piotra Drzewieckiego przy placu Żelaznej Bramy – stąd w kierunku zachodnim aż do ulicy Żelaznej ciągnął się pas niewłączonego do getta korytarza z Halami Mirowskimi, Koszarami Mirowskimi, kościołem św. Karola Boromeusza i przelotową ulicą Chłodną wchodzącą aryjskim klinem w obszar dzielnicy zamkniętej i rozcinająca ją na dwie części[9].

- Aleja Piotra Drzewieckiego przy alei Jana Pawła II – umieszczone na południowej ścianie Pasażu Handlowego „Hale Mirowskie” tablice upamiętniają północną granicę tzw. małego getta, która biegła tutaj z wykorzystaniem murów granicznych między posesjami.

- Ulica Dzika przy alei Jana Pawła II – w tym miejscu, po nieznacznym przesunięciu w styczniu 1942 granicy dzielnicy zamkniętej w kierunku północnym na linię ulicy Dzikiej, znajdował się północno-zachodni narożnik getta.

- Ulica Dzika róg ulicy Stawki – pomnik upamiętnia miejsce, w którym od stycznia 1942 znajdowała się jedna z bram prowadzących na teren Umschlagplatzu.

- Ulica Freta 55 (od strony ulicy Franciszkańskiej) – tutaj znajdowała się najdalej na wschód wysunięta część dzielnicy zamkniętej. Cały obszar Nowego Miasta został wyłączony z getta w grudniu 1941.

- Ulica Młynarska na murze cmentarza żydowskiego (przy granicy nekropolii z Muzułmańskim Cmentarzem Kaukaskim) – upamiętnia cmentarz żydowski, którego mur wzdłuż ulicy Młynarskiej i cmentarza Powązkowskiego wyznaczał, do wyłączenia cmentarza z getta w grudniu 1941, północno-zachodnią granicę dzielnicy zamkniętej.

- Ulica Okopowa 49/51 na murze cmentarza żydowskiego (od strony ulicy Anielewicza) – drugie upamiętnienie największej żydowskiej nekropolii Warszawy oraz przylegającego do niej od południa stadionu klubu sportowego Skra. Stadion był jedynym większym terenem niezabudowanym w getcie. Stał się miejscem grobów indywidualnych i zbiorowych oraz egzekucji, co upamiętnia znajdujący się w pobliżu Pomnik Wspólnego Męczeństwa Żydów i Polaków. Chowano tutaj również poległych w czasie powstania warszawskiego.

- Ulica Sienna 53 – upamiętnienie od strony aryjskiej (obecnie dziedziniec XII LO im. Henryka Sienkiewicza) granicy getta utworzonej z istniejącego muru pomiędzy posesjami Sienna 53 i 55. Południowa granica dzielnicy zamkniętej 5 października 1941 została przesunięta na środek ulicy Siennej.

- Aleja „Solidarności” pomiędzy gmachem Warszawskiej Opery Kameralnej (nr 76b) a budynkiem tzw. domu Dysydentów (nr 76a), w której mieści się siedziba parafii ewangelicko-reformowanej – pomnik upamiętnia wyłączoną z getta tzw. enklawę ewangelicką z kościołem, domem Dysydentów, pałacem Działyńskich, Szpitalem Ewangelickim oraz kilkoma budynkami przy nieistniejącej ulicy Mylnej. Otoczona z każdej strony murem getta enklawa była połączona od wschodu z dzielnicą aryjską wąskim przejściem przez zniszczoną we wrześniu 1939 posesję przy ulicy Przejazd 5. To szczególne położenie ułatwiało parafianom i duchownym niesienie pomocy Żydom w getcie[10].

- Ulica Stawki przy ulicy Okopowej – w tym miejscu granica getta biegła wzdłuż południowej granicy niewłączonej do getta Fabryki Garbarskiej Temler i Szwede (ul. Okopowa 78).

- Ulica Świętojerska róg ulicy Nowiniarskiej – znajduje się tutaj jedyny zachowany fragment muru północnej części getta.

- Ulica Świętokrzyska na Skwerze mjr. Bolesława Kontryma „Żmudzina” – tutaj między posesjami biegła wschodnia granica południowej części dzielnicy zamkniętej. W marcu 1941 mur getta został przesunięty na zachód na linię ulicy Bagno.

- Ulica Twarda przy skrzyżowaniu z ulicą Złotą – w tym miejscu znajdował się południowo-zachodni narożnik getta oraz jedna z jego pierwszych 22 bram, funkcjonująca od 16 listopada 1940 do 20 stycznia 1941.

- Ulica Żelazna 63 na budynku niewłączonej do getta Fabryki Wyrobów Żelaznych „Duschik i Szolce”[11] (od strony ulicy Grzybowskiej) – tutaj znajdowała się jedna z głównych bram prowadzących do małego getta.

- Ulica Żelazna róg al. Solidarności – umieszczone na ścianie przedwojennego gmachu mieszczącego szkoły powszechne nr 10, 17, 56 i 119[12] przy Żelaznej 88 (obecnie Urząd Dzielnicy Wola z adresem al. „Solidarności” 90) tablice upamiętniają jedną z najważniejszych bram getta, znajdującą się na skrzyżowaniu Żelaznej i ówczesnego Leszna, a także włączony do getta w kwietniu 1941 budynek Towarzystwa Szkoły Średniej „Collegium” (ul. Leszno 84), w którym ulokowano Wydział Pracy i Wydział Statystyczny Rady Żydowskiej[13]. Gmach stanowił enklawę getta po stronie aryjskiej. We wrześniu 1941 został połączony z dzielnicą zamkniętą drewnianą kładką na wysokości pierwszego piętra zbudowaną ponad murem getta biegnącym środkiem ulicy Żelaznej.